# Xã Mullett, Michigan
Xã Mullett (tiếng Anh: Mullett Township) là một xã thuộc quận Cheboygan, tiểu bang Michigan, Hoa Kỳ. Năm 2010, dân số của xã này là 1.312 người.